# Dublin (Texas)
Dublin és una població dels Estats Units a l'estat de Texas. Segons el cens del 2000 tenia 3.754 habitants.

## Demografia
Segons el cens del 2000, Dublin tenia 3.754 habitants, 1.309 habitatges, i 920 famílies. La densitat de població era de 425,1 habitants/km².
Dels 1.309 habitatges en un 39,8% hi vivien nens de menys de 18 anys, en un 53,4% hi vivien parelles casades, en un 11,7% dones solteres, i en un 29,7% no eren unitats familiars. En el 26,2% dels habitatges hi vivien persones soles el 14,7% de les quals corresponia a persones de 65 anys o més que vivien soles. El nombre mitjà de persones vivint en cada habitatge era de 2,78 i el nombre mitjà de persones que vivien en cada família era de 3,38.
Per edats la població es repartia de la següent manera: un 32,4% tenia menys de 18 anys, un 8,9% entre 18 i 24, un 25,6% entre 25 i 44, un 17,5% de 45 a 60 i un 15,5% 65 anys o més.
L'edat mediana era de 32 anys. Per cada 100 dones de 18 o més anys hi havia 86,2 homes.
La renda mediana per habitatge era de 24.397 $ i la renda mediana per família de 27.880 $. Els homes tenien una renda mediana de 27.798 $ mentre que les dones 16.786 $. La renda per capita de la població era d'11.724 $. Aproximadament el 28,1% de les famílies i el 31,5% de la població estaven per davall del llindar de pobresa.

## Poblacions més properes
El següent diagrama mostra les poblacions més properes.